# Polär jetstråle

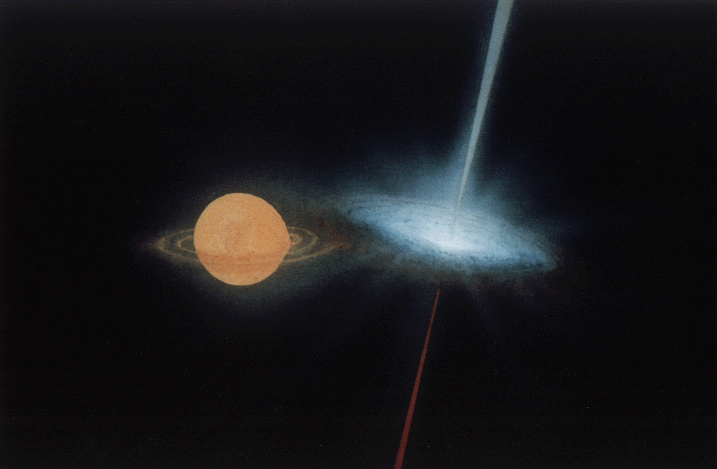
Konstnärlig tolkning av jetstrålar från SS 433.

En polär jetstråle  (engelska: polar jet) är ett astrofysikaliskt fenomen som kan dyka upp vid astronomiska observationer.  Vad som kan iakttas är materieströmmar som avges längs rotationsaxeln på kompakta objekt. 
Dessa förorsakas vanligen av dynamiska samspel med magnetfält inom en så kallad ackretionsskiva. När materia kastas ut med farter som närmar sig ljushastigheten, talar astronomer om relativistisk jet. De största och längsta polära jetstrålarna är de som man ser från aktiva galaxer som kvasarer.  Andra system som ofta innehåller polära jetstrålar är kataklysmiskt variabla stjärnor, röntgenbinärer och T-Tauri-stjärnor. Herbig-Haro-objekt beror på växelverkan mellan polära jetstrålar och det interstellära mediet. Bipolära utflöden eller jetstrålar kan även förekomma vid protostjärnor (unga stjärnor under bildande) eller hos pensionerade AGB-stjärnor med protoplanetär nebulosa ofta i form av en bipolär nebula.